# Greyhound (chanson)
Singles de Swedish House Mafia
Antidote
(2011) Don't You Worry Child
(2012)
Greyhound est une chanson du groupe de DJs et compositeurs suédois Swedish House Mafia sortie le 12 mars 2012 sous le major EMI. Choisie en tant que 3e single extrait de leur deuxième album-compilation Until Now (2012), la chanson est un remix de la chanson Time (Audible Bootleg) par l'artiste Hans Zimmer. La chanson fait la promotion de la nouvelle boisson commercialisé par la marque suédoise Absolut Vodka, Absolut Greyhound.

## Clip vidéo
Le clip vidéo est mis en ligne sur le site de partage YouTube le 13 mars 2012 par le compte du groupe. D'une durée de 3 minutes et 32 secondes, la vidéo a été visionnée plus de 28 millions de fois, les 3 membres du groupe Axwell, Steve Angello et Sebastian Ingrosso y sont présents. Il représente une course futuriste de chiens de race lévrier greyhound robotiques dans le désert. Chaque membre de la Swedish House Mafia incarne un chien par transmission magnétique, le chien en jaune est incarné par Axwell, en orange par Steve Angello et le bleu par Sebastian Ingrosso.
Le clip fait aussi la promotion d'Absolut Vodka que l'on peut retrouver plusieurs fois dans le clip.

## Liste des pistes
| 1. | Greyhound (Original Mix) | 6:51 |
| 2. | Greyhound (Radio Edit)   | 3:35 |

## Classements par pays
| Classement (2012)                               | Meilleure position |
| ----------------------------------------------- | ------------------ |
| Autriche (Ö3 Austria Top 40)                    | 42                 |
| Belgique (Flandre Ultratop 50 Singles)          | 9                  |
| Belgique (Wallonie Ultratop 50 Singles)         | 10                 |
| Danemark (Tracklisten)                          | 21                 |
| Écosse (OCC)                                    | 7                  |
| États-Unis Hot Dance Club Songs (Billboard)     | 3                  |
| Finlande (Suomen virallinen lista)              | 16                 |
| France (SNEP)                                   | 39                 |
| Irlande (IRMA)                                  | 25                 |
| Pays-Bas (Nederlandse Top 40)                   | 12                 |
| Royaume-Uni (UK Dance Chart)                    | 5                  |
| Royaume-Uni (UK Singles Chart)                  | 13                 |
| Royaume-Uni UK Official Streaming Chart Top 100 | 35                 |
| Suède (Sverigetopplistan)                       | 6                  |
| Suisse (Schweizer Hitparade)                    | 33                 |

### Certifications
| Pays      | Organisme | Certification | Vente   |
| --------- | --------- | ------------- | ------- |
| Australie | ARIA      | Or            | 35 000  |
| Danemark  | IFPI      | Or            | 15 000  |
| Suède     | GLF       | 3 × Platine   | 120 000 |

## Historique de sortie
| Pays        | Date         | Format                 | Label       |
| ----------- | ------------ | ---------------------- | ----------- |
| États-Unis  | 12 mars 2012 | Téléchargement digital | EMI Records |
| Irlande     | 12 mars 2012 | Téléchargement digital | EMI Records |
| Royaume-Uni | 12 mars 2012 | Téléchargement digital | EMI Records |